# شهرستان شیچوو
شهرستان شیچوو (به لاتین: Xichou County) یک شهرستان‌های جمهوری خلق چین در چین است که در ولایت خودمختار ونشان ژوانگ و میائو واقع شده‌است. شهرستان شیچوو ۱٬۵۴۵ کیلومتر مربع مساحت و ۲۵۰٬۰۰۰ نفر جمعیت دارد.